# Maëlle Lakrar
Maëlle Lakrar (Orange, 27 mei 2000) is een voetbalspeelster uit Frankrijk. Ze speelt als verdediger voor Real Madrid in de Primera División Femenina.

## Clubcarrière
Lakrar begon haar voetbalcarrière bij Salon BAF uit Salon-de-Provence. In augustus 2015 voegde ze zich op vijftienjarige leeftijd bij Olympique Marseille. Ze verzekerde zichzelf al snel van een basisplaats bij de club uitkomend in de Division 2 Féminine. In haar debuutseizoen wist Lakrar met de club uit Marseille te promoveren naar de Division 1 Féminine. In het seizoen 2017/18 kon ze echter niet voorkomen dat haar club weer terug degradeerde naar de Division 2 Féminine. In de zomer van 2018 maakte Lakrar de overstap naar Montpellier HSC, waarmee ze behouden bleef op het hoogste Franse voetbalniveau. Vanaf het seizoen 2020/21 had Lakrar een vaste basisplaats bij de Zuid-Franse club. In het seizoen 2021/22 vormde ze samen met Luna Gevitz en Maelys Mpomé het centrale verdedigingsduo van Montpellier HSC.
In de zomer van 2024 maakte Lakrar de overstap naar het Spaanse Real Madrid.

## Statistieken
| Seizoen | Club                | Land      | Competitie                | Wedstrijden | Doelpunten |
| ------- | ------------------- | --------- | ------------------------- | ----------- | ---------- |
| 2016/17 | Olympique Marseille | Frankrijk | Division 1 Féminine       | 11          | 0          |
| 2017/18 | Olympique Marseille | Frankrijk | Division 1 Féminine       | 19          | 1          |
| 2018/19 | Montpellier HSC     | Frankrijk | Division 1 Féminine       | 15          | 0          |
| 2019/20 | Montpellier HSC     | Frankrijk | Division 1 Féminine       | 7           | 0          |
| 2020/21 | Montpellier HSC     | Frankrijk | Division 1 Féminine       | 15          | 0          |
| 2021/22 | Montpellier HSC     | Frankrijk | Division 1 Féminine       | 18          | 1          |
| 2022/23 | Montpellier HSC     | Frankrijk | Division 1 Féminine       | 22          | 1          |
| 2023/24 | Montpellier HSC     | Frankrijk | Division 1 Féminine       | 19          | 1          |
| 2024/25 | Real Madrid         | Spanje    | Primera División Femenina | 16          | 2          |
| Totaal  | Totaal              | Totaal    | Totaal                    | 142         | 6          |

Laatste update: 11 februari 2025

## Interlandcarrière
Lakrar werd voor het eerst opgeroepen voor het eerst opgeroepen voor het Franse nationale team in februari 2023 voor op het Tournoi de France. Ze maakte haar debuut op 18 februari 2023 in een met 5-1 gewonnen wedstrijd tegen Uruguay.
Op 6 juni 2023 werd Lakrar opgenomen in de Franse voorselectie voor op het WK 2023 in Australië en Nieuw-Zeeland. Op 4 juli 2023 werd ze eveneens opgenomen in de definitieve selectie. Lakrar maakte op 6 juli 2023 in een wedstrijd tegen Ierland haar eerste interlanddoelpunten door in de minuten 45+1 en 61 doel te treffen. Op het WK 2023 kwam Lakrar tot scoren in het groepsduel tegen Panama op 2 augustus 2023 door in de 21ste minuut tot score te komen.
Lakrar maakte ook onderdeel uit van de Franse selectie dat de tweede plaats behaalde op de eindronde van de UEFA Women's Nations League 2023/24.
In juli 2024 werd Lakrar eveneens opgenomen in de Franse selectie voor op de Olympische Spelen.